# Eupithecia rubristigma
Eupithecia rubristigma là một loài bướm đêm trong họ Geometridae.